# 御法度 (映画)
『御法度』（ごはっと、英題：Taboo）は、1999年に公開された日本映画。大島渚監督。司馬遼太郎の短編小説集『新選組血風録』収録の「前髪の惣三郎」と「三条磧乱刃」が原作。幕末の京都を舞台に、新選組を男色の視点で描いた時代劇である。大島渚の13年ぶりの監督作品であり遺作となった。
映画『戦場のメリークリスマス』以来となる監督・大島渚、主演・ビートたけし、音楽・坂本龍一のトリオ復活、松田優作の息子松田龍平の初出演などで話題となった。
第9回淀川長治賞受賞。第1回文化庁優秀映画賞受賞。スティーヴン・シュナイダーの『死ぬまでに観たい映画1001本』に掲載されていた。

## 概要

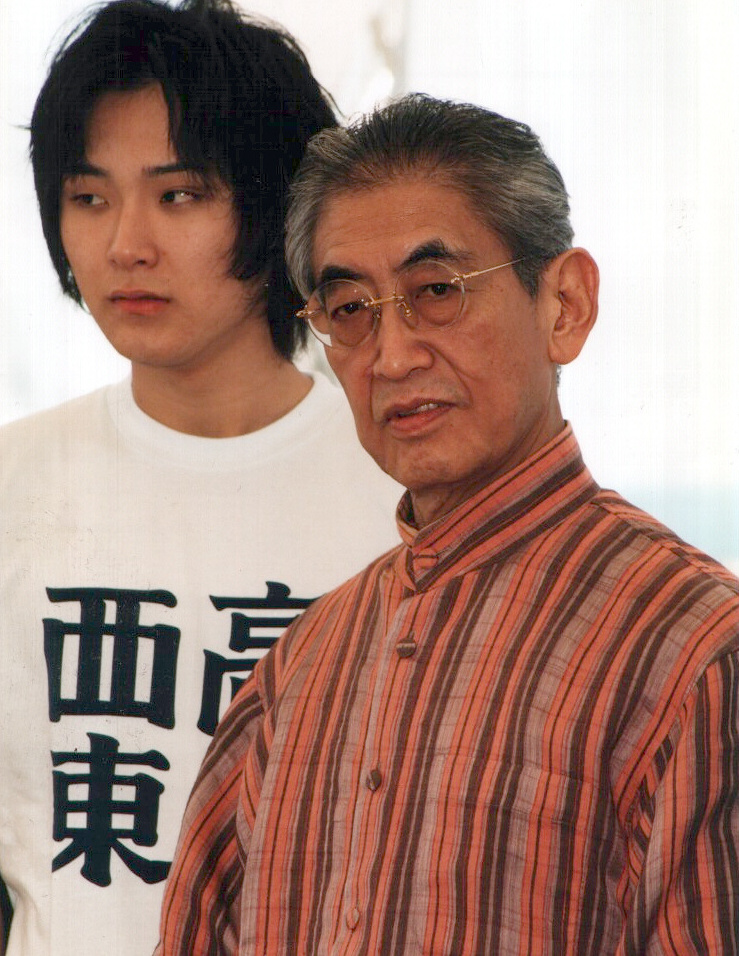
カンヌ国際映画祭に出席した大島渚（右）と松田龍平（左）

新入隊士の美男剣士加納惣三郎（松田龍平）が、同期入隊の田代彪蔵（浅野忠信）に衆道（男色）の世界へ引き込まれ、最初はこれを拒んでいた加納もやがて衆道にのめり込んで、淫乱な妖婦の如くになり、新選組の統制を乱したとして土方歳三（ビートたけし）と沖田総司（武田真治）によって粛清されるまでを描く。
松田龍平のデビュー作であり、神田うのは初の映画出演作である。神田はセリフこそないものの、モデル出身を生かし、見事な花魁歩きと高級花魁らしい余裕の表情でインパクトを残した。
架空のストーリーであるが、近藤勇の元治元年（1864年）5月20日の書簡に、隊内で男色が流行したと記されている。また衆道の話ではないが、島原通いで粛清された加納惣三郎という実在の確認できない隊士の逸話が残っており、司馬遼太郎はこれらの話に着想を得ている。
この作品では、六番組組長井上源三郎が中心となる「三条蹟乱刃」もストーリーに組み込まれ、原作の国枝大二郎の役回りを加納惣三郎が代わりに務めている。
考証面では、新選組物では定番になっている浅葱色のダンダラ模様の隊服を用いず、ワダ・エミがデザイン。この黒の隊服の設定は映画版 『壬生義士伝』（2003年）でも用いられた（実際、新撰組は浅葱色の隊服ではなく、黒の隊服を使用していた）。また太夫の衣装も元来太夫でさらに花魁となると細かいデザインで明るい着物を着用するが（夜であるため、灯りが少ないことと、細かいデザインほど高価な着物となるため）、黒を基調としており、統一感のある美を演出している。奇抜な同性愛映画と看做されることもあるが、この作品は司馬の原作を生かしながら、映画としての独創も盛り込み手堅い時代劇になっている。この作品がデビュー作となった松田龍平は、演技力を高く評価されてこの年の新人賞を総なめにし、以後、映画やテレビドラマで活躍している。
大島渚は1995年にこの映画の制作を計画したが、脳溢血で倒れたため延期となり、大島の健康の回復を待って1999年にようやく完成させた。第42回ブルーリボン賞、第42回毎日芸術賞を受賞した。第53回カンヌ国際映画祭に出品したが、時代背景などがヨーロッパ人にはわかりにくく、受賞は逃している。この後、大島の健康状態が再び悪化し、新作のメガホンを執ることなく2013年1月15日に亡くなったため、本作が彼の遺作となった。

## ストーリー
1865年京都。新選組は新たに隊士を募集した。多くの志願者が集まる中、一際異彩を放つ美少年がいた。加納惣三郎と名乗るその青年は、新選組きっての剣豪・沖田総司をも手こずらせる程の剣の腕の持ち主だった。そして、もう一人、加納と双璧をなす程の剣の腕の持ち主・田代彪蔵の二人が、その剣の腕を認められる。伊藤は近藤と土方に「剣術だけで測るのは気にくわない」という発言をするが、土方は「新撰組は歯向かうものを斬るための集団」とねじ伏せ入隊させた。しかし、この二人の入隊によって新選組内部の空気は少しずつ変わっていくことになる。田代は衆道（男色）の気を持つ男であり、惣三郎を衆道に引きずり込もうとしていた。隊士の中にも、美男である惣三郎に言い寄る者が現れるなど、隊内の秩序を重んじる土方を悩ませる噂が流れた。土方が近藤にその事を話すが、近藤はあまり気に留めるどころか惣三郎を可愛がるような発言をした。
腑に落ちない土方が、河原で子供に小魚をとらせて遊んでいる沖田に、隊士の男衆騒動についてどう思うか尋ねると、沖田は「そういう風潮は嫌いだ。」とキッパリと答える。土方は「血気盛んな男たちが集まって何日も国について空想を語るうちに、それが現実と区別出来なくなりおかしくなる。」と愚痴をこぼした。すると沖田は「狂人、狂人を知るというわけですか・・・土方さんは狂人の親玉だ。」と自業自得さを無邪気に笑い、土方は困惑する。ある日、近藤が広島に呼ばれ、今後について話し合いをするという。周囲に流されのらりくらりとする近藤に土方は「あんたはどう思っているんだ？」とつい怒鳴ってしまう。結局答えが聞けぬまま、土方が沖田と留守を預かる。ある秋晴れの日、寺の前で居眠りをしている老人に惣三郎が注意すると、老人は飄々としている。刀を持つ老人に「流派は何か？」と聞くと老人は宗旨と勘違いするが、惣三郎が正すと「若先生やトシさんと同じだよ。」と穏やかに答えた。驚いた惣三郎は無礼を侘び、その場から立ち去る。すぐに仲間と談笑している沖田にその老人の正体を尋ねると、沖田は「井上さんだよ。近藤さんや土方さんと同じくらい偉い人だよ。まだ40歳前後で老人ではないよ。でも腕は近藤さんや土方さんよりかなり下だよ。」と答えた。
しばらくすると、惣三郎を気に入り「お宗旨さん」と名付けた井上は自ら惣三郎に稽古をつけてやると話す。井上と惣三郎が稽古中、明らかに惣三郎は井上より腕が良かった。しかし目上なため、稽古を続けた。すると肥後訛りの男二人が覗きこみ、その様子を鼻で笑い、新撰組に喧嘩を売り、逃亡する。当然騒ぎとなり、山崎から土方にその旨が伝えられた。下の者が注意出来ないため、その日の晩、井戸で自らの衣服を手洗いしている井上に、土方は井上に罰として肥後訛りの男二人を始末するよう命じる。土方は「（腕もないのに）何故加納に稽古をつけたんですか？」と尋ねると、井上は「お宗旨がね…」と気まずそうに答えると、沖田が現れ、自分が加納に井上に稽古をつけてもらうように言ったと井上を庇う嘘をついた。数日間におよび、井上と惣三郎は肥後訛りの男を捜し出し、居場所を突き止める。井上は惣三郎を連れて夜中に男たちの隠れ家に行くが、肥後訛りの男たちの方が強く、井上は足を折り、惣三郎は額を負傷する。
幸い、井上と同部屋で乗り込みに行く話を寝たフリをしながら聞いていた沖田が「腕の悪い井上と、新造の加納ではダメだ」と2人が去った後に着替え、土方を起こし「あなたが悪いのですよ、あんな言い方をすれば井上先生は躍起になる。死ぬつもりです。」と土方を注意し、土方の承諾を得た沖田が新撰組を引き連れ、肥後訛りの男たちを斬り殺す。その騒動後、12月22日に近藤が帰宅。帰りの酒宴中に、井上が近藤に謝罪に来る。その際の近藤の発言を土方だけが怪しく感じた。そんな中、惣三郎に密かに想いを寄せ「お前と一晩共にし、明けの鳥の声が聞ければ満足だ。」と惣三郎と密会していた隊士・湯沢藤次郎が何者かによって斬殺される。斬殺される数時間前まで怪我したままの惣三郎と枕を交わしており、湯沢は惣三郎に「田代と別れろ」と言うが惣三郎は「別れられない」と首を縦に振らない。頭にきた湯沢は惣三郎の首を絞め、殺そうとするが、結局惚れた弱みで殺す事が出来なかった。湯沢の死を土方は湯沢の恋敵であった人間が斬ったのではないかと疑い始める。その事を近藤に話すと「加納を始末しろ。」と言われる。土方は「御法度ではないし、若い隊士にそれは酷だ。」と反論すると、近藤は「誰も殺せとは言っていない。遊郭で女を覚えさせろ。大体何故加納はいつまでも前髪なのだ。」と怒る。
そこで土方は、山崎を呼び出し、加納を遊郭に連れて行くよう指示する。いくら近藤や土方の頼みとは言え、当然資金は隊からは出ない、幸い加納は金持ちの息子で自腹が切れる。しかし山崎は実費となるが土方が自ら金を渡し、女好きである山崎は笑顔で承諾した。翌日さっそく山崎が加納を「島原へ行かないか？」と誘うが、断られてしまう。山崎は土方に金を返し、断られた事を伝えるが「相手はまだ子供だ。それに色んな男に言い寄られた上に山崎にまで言い寄られたら嫌だろう。」と無理に続けさせた。1ヶ月もすると、加納から「山崎さんと島原に行きたい」と笑顔で伝えてきた。男衆の気が全くない山崎ですらその笑顔に思わず揺らぐが「いかんいかん」と仕事を全うする。加納を島原へ連れていく約束をした事を土方に伝えると、土方は笑い出し「加納に惚れられたな」と意地悪を言うが山崎は嫌な顔をし「私にその気はありません。」と呆れた。しばらくし、加納を島原に連れていくと、馴染みの茶屋で亭主に「初めてだから気立ての良い娘にしてくれ」と頼む。いつものように花魁をあてがおうと亭主が提案するが、加納が金持ちなため、店一番の太夫を加納にあてがい、本人は遊ばず、他の店で酒を飲み、朝方帰宅する。門番に「加納は帰ったか？」と聞くと、山崎より1時間ほど前に帰宅したと聞き安堵する。
しかし翌日、茶屋に行くと女将から「加納が大騒ぎして山崎の名ばかり呼び、結局太夫と遊ばなかった。」と注意を受けた。その帰りに山崎が何者かに襲われる。しかし腕の立つ山崎は提灯を切られただけで怪我はなかった。切られた提灯を探していると、犯人が小刀を落としている事に気付いた。隊に帰り、小刀を無くしたものを探すとそれは田代の物だった。犯人が田代と判明した事で近藤は「加納に田代を始末させる。」と決めた。土方は「それはあまりにも酷だ。」と感じるが、隊士を襲うことは御法度で死に値する事なため、渋々承諾する。近藤は見届け人を土方と沖田を任せる。場所は隊士にわからぬよう夜の河原となった。遠くから2人を見届ける合間に、沖田が奇妙な話をしだす。それは最近体調が悪いため、床に伏せる間暇潰しに読んだ「菊花の契り」という物語であった。土方は良い話だと言うが、沖田はその話は男衆の話ではないかと推測する。また、それは土方と近藤ではないかと。土方が激昂すると、加納の元に田代がやってくる。加納が斬りかかると田代は「お前が小刀を盗んで、俺を嵌めたな！」と刀を抜いて加納に襲いかかる。犯人が加納と知り、土方は驚く。
戦ううちに加納は態勢を崩し、田代に斬られそうなる。その瞬間に加納は憂いを帯びた目で田代に何かを呟く。すると田代が動揺し、その隙をついて加納が田代を斬り殺した。土方は「何を呟いたのだろう？」と沖田に聞くが「聞こえなかったが、聞こえても意味はわからないだろう。2人が枕を交わしている時の言葉ではないだろうか？」と答えた。無言で帰宅する土方と沖田だが、沖田が「用事を思い出しました。先に帰ってください。」と河原へ引き返す。走り去る沖田の背中を眺め、土方は、「沖田が加納に色をかけていたのではなく、加納が沖田に色をかけていたのか。」と気付く。その瞬間、加納が沖田に恋心を帯びた声で沖田を呼ぶ声がしたが、その声は沖田の斬りかかる声で掻き消された。土方は「バケモノめ」と唾を吐き「惣三郎め、美男過ぎた。男たちに嬲られてる間に、バケモノが住み着いたのだろう」と呟くと、早咲きの桜の木を斬りつけた。

## スタッフ
- 監督・脚本：大島渚
- 製作：大谷信義
- プロデューサー：大島瑛子、中川滋弘、清水一夫
- ラインプロデューサー：元持昌之
- 原作：司馬遼太郎
- 音楽：坂本龍一
- 衣装：ワダエミ
- 撮影監督：栗田豊通
- キャメラオペレーター：柳田裕男
- ステディカム：佐光朗
- 美術監督：西岡善信
- 監督補：成田裕介
- 助監督：中嶋竹彦、原田眞治、伊藤聡、山下智彦、林川一宏
- 殺陣：中瀬博文、橋本和博
- 武術指導：東郷秀信
- 特殊造型：原口智生、伊藤成昭
- 現像：IMAGICA
- MA：アオイスタジオ
- 製作協力：映像京都、松竹京都映画
- 企画・製作：大島渚プロダクション

## キャスト
- 土方歳三
演 - ビートたけし
新撰組副長。勘が鋭く、常に筋を通す男。しかし荒波は立てたくないため、個人的な意見は沖田以外には言わない。近藤からは仕事以外では「トシ」と呼ばれている。男衆騒ぎに嫌悪している。また、最近の近藤の行動をあまりよく思っていない。剣術の腕は加納を片手で倒せるほど。
- 加納惣三郎
演 - 松田龍平
新造隊士で、自称18歳の美少年。沖田が手こずるほど剣術に長けている。金持ちの息子。隊に入る理由は「人を斬ってみたいから」と幼稚なところがある。介錯を頼まれた際に初めてにもかかわらず綺麗に仕上げていたため、人を斬ったのは初めてではないと土方には気付かれた。同期に合格した田代に夜中に襲われそうになるが、田代の首に小刀を当てて拒否した。しかし、田代とは親密な仲になっている噂が流れ出した。美貌からあらゆる隊士に言い寄られるようになる。入隊しても1人だけ前髪があり、土方に「切れ」と注意されると「願を掛けているのでもう少し待ってください。」と拒否した。
- 沖田総司
演 - 武田真治
新選組一番隊組長及び撃剣師範。池田屋事件から体調が優れない。穏やかな性格で喧嘩の仲裁をしたり、上の物と隊士の仲介役をしたり、周囲と談笑したりと人脈が広く人望もある。子供好きでよく一緒にしました遊んでいる。男衆騒ぎには嫌悪感を抱いている。悪い冗談を土方に投げかけるなど肝が座っている。土方と同じく勘が鋭い。
- 田代彪蔵
演 - 浅野忠信
加納と共に入隊した男。男衆の気があり、加納に手を出し、男衆を教えた。剣術は加納よりは劣るが、加納と対戦した際に何故か勝っている。その取り組みを見て土方は「加納と田代が出来ている」と確信した。
- 近藤勇
演 - 崔洋一
新撰組局長。穏やかに話すが目の力は堅気ではない。何故か加納を気に入っている。最近は周囲に流されるままであり、土方に何がしたいのかわからないと注意される。
- 井上源三郎
演 - 坂上二郎
六番隊組長。見た目は老人だが、比較的若い。飄々とした男。近藤や土方と同じ流派であるが、腕前はかなり悪く、加納よりも弱い。自ら衣類を手洗いするなど、田舎っぽさが抜けない。しかし、隊士という自覚は人一倍で、犯した罪を自らの命で償おうとしていた。土方とは隣村同士だった。子供の頃に芋掘り名人が亡くなった時に葬儀に子供たちが大きな芋の葉を担いできたのを大人たちは「キツネかタヌキじゃないか」と気味悪がったが、その中に土方がいた事を覚えていた。
- 山崎烝
演 - トミーズ雅
諸士調役兼監察。土方に加納を祇園に連れて行くよう指示された。女好きでよく島原に遊びに行くのか、馴染みの店がある。気が弱く真面目な性格だが、隊士なだけあり、腕前は良い。体が大きく男らしい顔立ちをしている。
- 菅野平兵衛
演 - 的場浩司
肥後訛りの男の1人。新撰組をバカにした発言をし、逃亡した。宿に仲間と隠れていた。宿主たちは仲間らしく、寝ていたところをすぐに井上と加納が来た事を知らされ、宿の裏の河原に隠れて、2人が梯子を使おうとすると倒し、井上を骨折させた。加納を新造と見抜き、殺さずに額を切る怪我をさせた。後から現れた沖田たち隊士に殺害された。
- 伊東甲子太郎
演 - 伊武雅刀
新選組参謀及び文学師範。近藤と共に広島へ行った。熱い男で国について誰よりも考えている。土方のやり方に疑問があるらしく、敵対視している。
- 湯沢藤次郎
演 - 田口トモロヲ
隊士。加納に気があり、田代と付き合っているのを知りながら加納と寝る。加納にかなり惚れ込んでおり、最初は一晩だけモノに出来れば死んでも良いと語ったが、次第に独占欲に支配され、加納に田代と別れて自分と付き合うように要求したり、加納の首を絞めたりと歪んだ愛情を持ってしまう。
- 錦木太夫
演 - 神田うの
輪違屋一番の売れっ子太夫。太夫なため毎日のように通っても、よほど大金を積まない限り初見で枕を交わすことは出来ない。禿を2人もつけていることや、ゆったりした歩き方から相当高い遊郭の売れっ子と推測される（安い遊郭であれば太夫でも待たせる客のために走る事が多く、地位が高くないと部屋持ちの禿を2人も養うことは出来ない）。
- 輪違屋
演 - 桂ざこば
山崎と加納が来た茶屋の亭主。山崎とは馴染み。普通遣手、もしくは女将が女郎の手配をするが、亭主が手配したことから山崎は相当な上客だと推測される。
- おまつ
演 - 吉行和子
輪違屋の女将（遣手）。山崎と顔見知り。亭主とは違いとてもお喋りでお節介。島原の粋を重んじている。
- 谷三十郎
演 - 飯島大介
- 吉村貫一郎
演 - 伊藤洋三郎
- 武田観柳斎
演 - 藤原喜明
- 篠原泰之進
演 - 菅田俊
- 密偵の小者
演 - 寺島進
肥後訛りの男の探索を頼まれていた。2人の後をつけていたのがバレて、見せしめに斬殺され、人通りの多い橋の下に捨てられた。
- 不逞浪人
演 - 梅垣義明
肥後訛りの男。
- 武藤誠十郎
演 - 田中要次
金を使い込み、お白州の上で首斬りの刑になった。介錯は加納。
- 「楓亭」の女
演 - 青山知可子
肥後訛りの男たちが隠れていた宿の女。老婆と共に働いており、井上と加納が来た事を肥後訛りの男に知らせた。
- ほか - 浦田賢一、倉崎青児、大森嘉之、大島宇三郎、中村麻美、冨樫真
- ナレーター - 佐藤慶